# Gadougou 2
Pour les articles homonymes, voir Gadougou.
Gadougou 2 est une commune rurale malienne de l'arrondissement de Gallé dans le cercle de Sagabari et la région de Kita. Elle a pour chef-lieu la localité de Gallé.

## Géographie
La localité chef-lieu de Gallé est située sur la route locale L127 à 35 km à l'est du chef-lieu de cercle Sagabari. La commune rurale est frontalière de la Guinée au sud et sud-est.
| Bougaribaya | Kita-Ouest | Benkadi Founia |
| Gadougou 1  | Gadougou 2 | Sirakoro       |
| Koulou      | Naboun     | Niagassola     |

## Villages
La commune s'étend sur 6 localités relevées lors du recensement général de 2009. 
Les villages les plus peuplés sont :
- Gallé (3 677 habitants) ;
- Baguita (2 073 habitants) ;
- Limakolé (1 380 habitants).

La loi 2023-007 attribue à la commune rurale 6 villages  :
- Gallé
- Limakolé
- Fataba
- Baguita
- Konkoni
- Nioumala

## Enseignement
Les écoles, centres d'éducation pour le développement, les centres d’alphabétisation, centres d'apprentissage féminins, jardins et garderies d’enfants de la commune de Gadougou 2 relèvent du centre d'animation pédagogique de Sagabari et de l'académie d'enseignement de Kita.

## Politique
En 2009, Fodé Kamissoko, est réélu maire de Gadougou 2.
| Année | Maire élu         | Parti politique |
| ----- | ----------------- | --------------- |
| 2004  | Fodé Kamissoko    | Adéma-Pasj      |
| 2009  | Fodé Kamissoko    | Adéma-Pasj      |
| 2016  | Bouaré Néné Damba |                 |
| 2019  |                   |                 |

## Écologie
La zone d'intérêt cynégétique Gadougou 2 est une aire protégée du Mali instaurée en 2006, elle couvre une surface de 31 220 ha et a pour espèces caractéristiques les : Chimpanzé, Hippotrague, Buffle, Cob défassa et Guib harnaché.